# Fyrskepp Nr. 13 Kalkgrundet
Fyrskeppet Nr. 13 Kalkgrundet var ett svenskt fyrskepp, som markerade Kalkgrundet 1875, 1879-1884 samt 1887-1961.
Det 23,3 meter långa och 6,8 meter breda fyrskeppet byggdes med skrov i furu och ek på Hans Julius Bonnesens varv i Malmö 1874. Hon byggdes samtidigt med Fyrskepp Nr. 12 Grepen. Hon saknade maskineri för framdrivning. 
Skrovet ersattes av ett järnskrov vid Kockums varv 1885-1886. 
Fyrskeppet hade en besättning på sex-sju man.

## Tjänstgöring
- Kalkgrundet 1875, 1879-1884 samt 1887-1961
- Sjollen 1876-1879